# Аеродром Милано-Малпенса
Међународни аеродром Малпенса Милано (: , : ; итал. Aeroporto internazionale Milano-Malpensa) је највећа ваздушна лука која опслужује Милано, град у Италији. Удаљен 40 km северозападно од средишта Милана, један је од три аеродрома која се налазе у његовој околини (поред Линатеа и Бергама). Због свог положаја Малпенса је главна ваздушна лука и за јужни део Швајцарске (Кантон Тићино) и Торино, удаљен 130 km југозападно. Стога се може закључити да Аеродром Малпенса користи преко 15 милиона становника у његовом окружењу.
Аеродром Малпенса је дуго година други по промету путника у Италији - 2018. године кроз њега је прошло близу 25 милиона људи. На аеродрому је седиште неколико авио-компанија: „Карголукс Италија” и „DHL”, док је авио-чвориште за „Блу Панораму Ерлајнс”, „Изиџет”, „Италија ЕГО ервејз”, „Федекс Експрес”, „Неос”, „Визер” и „Рајанер”.
На аеродрому се налазе два терминала и тренутно две полетно-слетне стазе. Постоји и посебан карго терминал, тзв. „КаргоСити“, који тренутно процесира преко 410.000 тона терета годишње.